# Porto de Galinhas

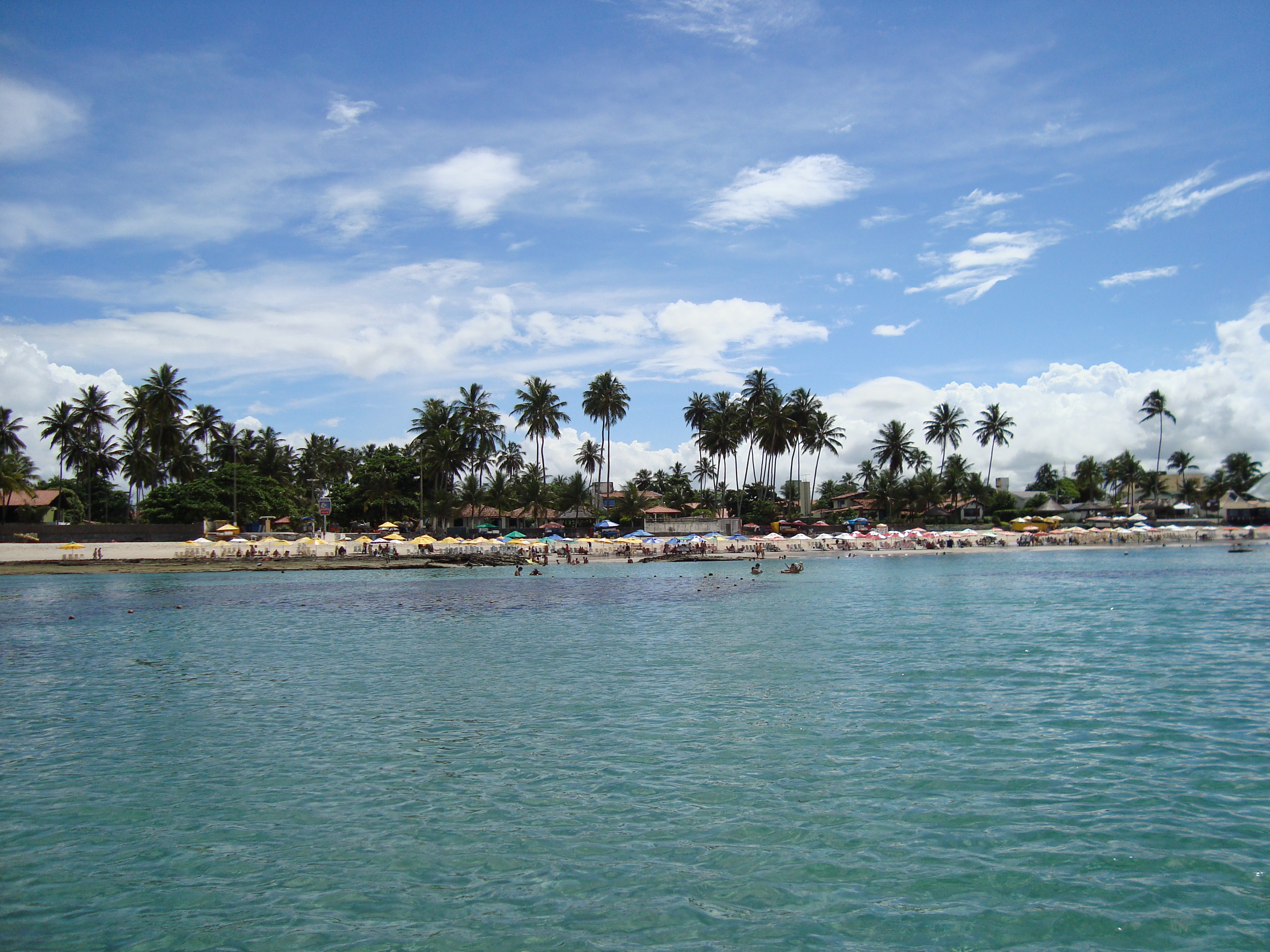
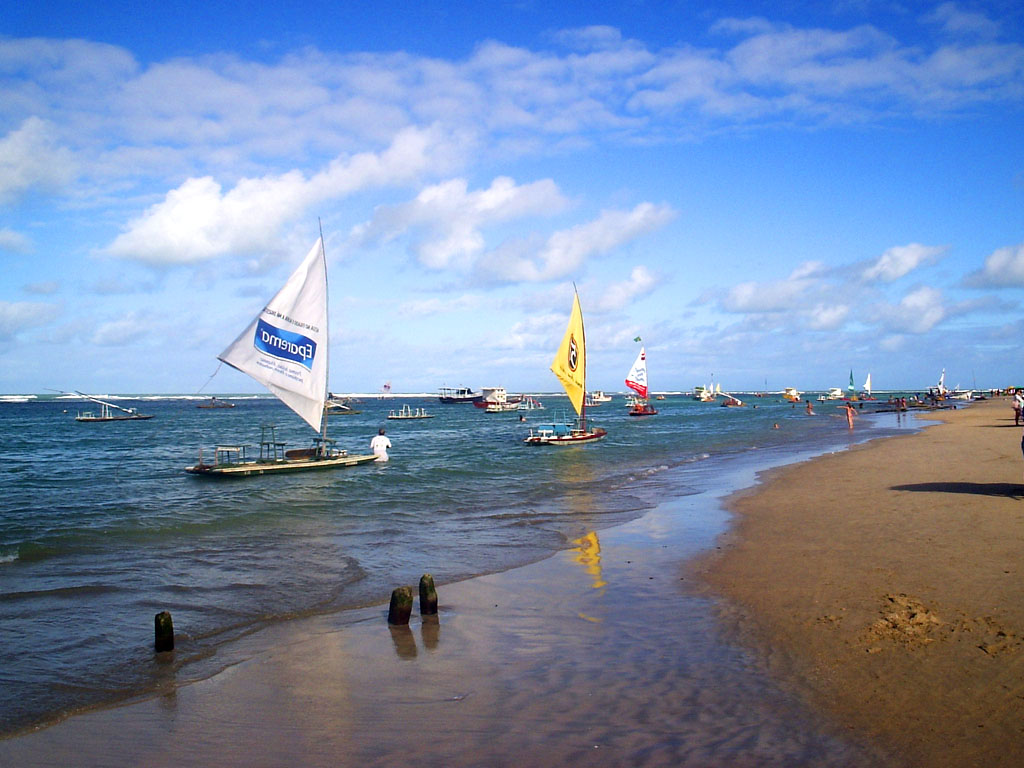

Porto de Galinhas is een belangrijke toeristische trekpleister in de Braziliaanse staat Pernambuco. Porto de Galhinas maakt deel uit van de gemeente Ipojuca en ligt op 60 km van de hoofdstad van de staat, Recife.